# New Bataan
New Bataan è una municipalità di seconda classe delle Filippine, situata nella Provincia di Davao de Oro, nella Regione del Davao.
New Bataan è formata da 16 baranggay:
- Andap
- Bantacan
- Batinao
- Cabinuangan (Pob.)
- Camanlangan
- Cogonon
- Fatima
- Kahayag
- Katipunan
- Magangit
- Magsaysay
- Manurigao
- Pagsabangan
- Panag
- San Roque
- Tandawan